# Pseudomiopteryx festae
Pseudomiopteryx festae es una especie de mantis de la familia Thespidae.

## Distribución geográfica
Se encuentra en el  Ecuador.